# Oxira uniformis
Oxira uniformis är en fjärilsart som beskrevs av Barend J. Lempke 1939. Oxira uniformis ingår i släktet Oxira och familjen nattflyn. Inga underarter finns listade i Catalogue of Life.